# Pierce Gagnon
Pour les articles homonymes, voir Gagnon.
Pierce Gagnon né à Atlanta en Géorgie le 25 juillet 2005, est un acteur américain.

## Biographie
Pierce Gagnon réside actuellement à Kennesaw en Géorgie[Depuis quand ?], il a trois plus jeunes frères et sœurs, dont Steele Gagnon également acteur. 

### Carrière
En 2012, il intègre le casting récurrent de la série télévisée Les Frères Scott (One Tree Hill). Il joue Logan Evans, le fils de Clayton « Clay » Evans (Robert Buckley), dans l'ultime saison de la série.
Il a eu deux seconds rôles dans deux films de science-fiction Looper et À la poursuite de demain qui l'ont fait connaître du grand public en 2012 et 2015.
En 2013, il a décroché le rôle principal dans la série de science-fiction, Extant, diffusée entre le 9 juillet 2014 et le 9 septembre 2015 sur le réseau CBS. Il joue Ethan Woods, un petit garçon pas comme les autres avec Halle Berry et Goran Višnjić dans le rôle des parents aux côtés de Tyler Hilton, Grace Gummer et Jeffrey Dean Morgan.

## Filmographie

### Cinéma
- 2010 : The Crazies de Breck Eisner : Le fils affolé
- 2012 : Looper de Rian Johnson : Cid
- 2013 : A Friggin' Christmas Miracle de Tristram Shapeero : Douglas Mitchler
- 2014 : Le Rôle de ma vie (Wish I Was Here) de Zach Braff  : Tucker Bloom
- 2014 : Rio 2 de Carlos Saldanha : Tiago (voix)
- 2015 : À la poursuite de demain (Tomorrowland) de Brad Bird : Nate Newton
- 2016 : Angry Birds, le film (The Angry Birds Movie) : Jim (voix)
- 2020 : Scooby ! (Scoob!) de Tony Cervone : Fred Jones, jeune (voix)

#### Court métrage
- 2013 : Child Star Psychologist 2 de Stoney Sharp

### Télévision
- 2010 : The Way Home de Lance W. Dreesen : Little Joe (téléfilm)
- 2012 : Les Frères Scott (One Tree Hill) : Logan Evans (rôle récurrent, saison 9 - 7 épisodes)
- 2013 : Big Thunder de Rob Bowman : Jack Carson (téléfilm)
- 2014 : Extant : Ethan Woods (rôle principal - 26 épisodes)
- 2017 : Twin Peaks : Sonny Jim Jones (saison 3 - 9 épisodes)